# Печёнкино (Красноармейский район)
Печёнкино — деревня в Красноармейском районе Челябинской области России. Входит в состав Луговского сельского поселения.

## География
Деревня находится на северо-востоке Челябинской области, в лесостепной зоне, на берегу озера Печёнкина, на расстоянии 27 километров (по прямой) к югу от села Миасского, административного центра района. Абсолютная высота 188 метров над уровнем моря.

## Население
| 2002 | 2010 |
| ---- | ---- |
| 208  | ↘144 |

Гендерный состав
По данным Всероссийской переписи населения 2010 года в гендерной структуре населения мужчины составляли 48,6 %, женщины — 51,4 %.
Национальный состав
Согласно результатам переписи 2002 года, в национальной структуре населения русские составляли 47 %.

## Улицы
Уличная сеть деревни состоит из пяти улиц и одного переулка.